# Minnesmärken över offren för terrorattentatet 22 juli 2011
Minnesmärken över offren för terrorattentatet 22 juli 2011 är offentliga minnesmärken i Norge över offren för terrorattentaten i Norge 2011 som ägde rum i Regjeringskvartalet och på Utøya.

## Utøya
Minnesmärket på ön består av en stor, förenande cirkel på en höjd på norra sidan av Utøya. Monumentet i stål visar namn och ålder av dem som dödades på Utøya den 22 juli, vilka lyser genom stålet.

## Lokala minnesmärken

Ett lokalt minnesmärke på ön Sotra.

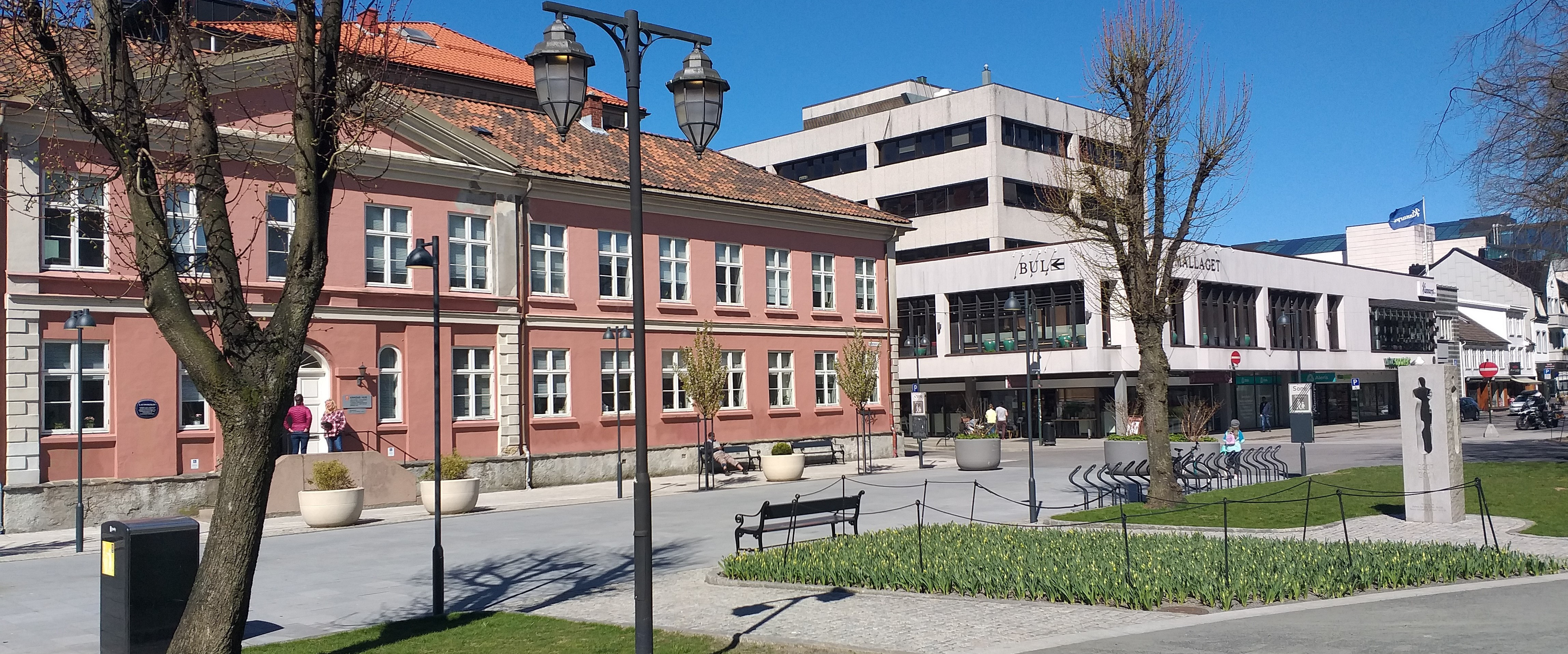
Samma minnesmärke i staden Kristiansand

Det finns i Norge lokala minnesmärken. Finansierat av en anonym donation, har en skulptur i granit av Nico Widerberg rests i 53 exemplar i de 53 kommuner i Norge som tackat ja till skulpturen.
I Oslo finns ett minnesmärke framför Oslo domkyrka, föreslaget av smeden Tone Mørk Karlsrud, bestående av tusen rosor i järnsmide gjorda av smeder från olika länder.

## Nationella minnesmärken
Huvdartikel: Memory wound
Huvudartikel: Utøya#Minnesmärke
Den norska regeringen beslöt i december 2011 att två nationella minnesmärken skulle utföras för att hedra dödade, överlevande, räddningstjänstpersonal och frivilliga. Regeringen angav att 27 miljoner norska kronor avsatts för genomförandet.
Efter en prekvalificeringsomgång inbjöds åtta arkitekter och konstnärer att lämna in förslag till tävlingen i juli 2011. Den statliga myndigheten Kunst i offentlige rom meddelade i februari 2014 att konstnären Jonas Dahlbergs förslag Minnenas sår vunnit.
I förslaget ingick ett minnesmärke på en udde i sjön Tyrifjorden vid gården Sørbråten på fastlandet vettande mot Utøya, och ett vid byggnaden Høyblokka i regeringskvarteret i Oslo. Vid Sørbråten skulle ett tre och en halv meter brett vertikalt snitt göras genom berget från toppen ner till under vattenytan. Namnen på offren skulle visas på den mot Utøya vettande väggen. Från andra sidan skulle  en tunnel leda besökare fram till en öppning i motstående vägg, och åskådarna därmed komma att uppleva namnen över skåran, läsbara men fysiskt onåbara.
Bergmassorna från den sprängda skåran i Sørbråten skulle utnyttjas för att resa minnesmärket i regeringskvarteret i Oslo. Där var tänkt att skapa ett temporärt minnesmärke mot Grubbegatan, mellan Deichmanske bibliotek och Y-blokka, vilket senare, med anpassning till den pågående omgestaltningen av  regeringskvarteret, skulle ersättas av ett permanent minnesmärke.
Minnesmärket vid Utøya och det temporära minnesmärket i Oslo var tänkta att färdigställas till den 22 juli 2015. Projekten uppsköts efter protester från invånare i Hole kommun och i juni 2017 skrinlades de av den norska regeringen i den form de haft. Regeringen meddelade i samband med detta att ett minnesmärke kommer att uppföras vid båthamnen Utøykaia i Hole kommun. Arbetet med att uppföra detta minnesmärke startade i augusti 2020, men avstannade temporärt efter ett domstolsbeslut i september 2020.

## Andra

### 22. juli-senteret
22. juli-senteret är ett norskt statligt informationscenter om terrorattentaten i Norge 2011 i bottenvåningen i H-blocket i Regjeringskvartalet i Oslo.

### Bommersvik i Sverige

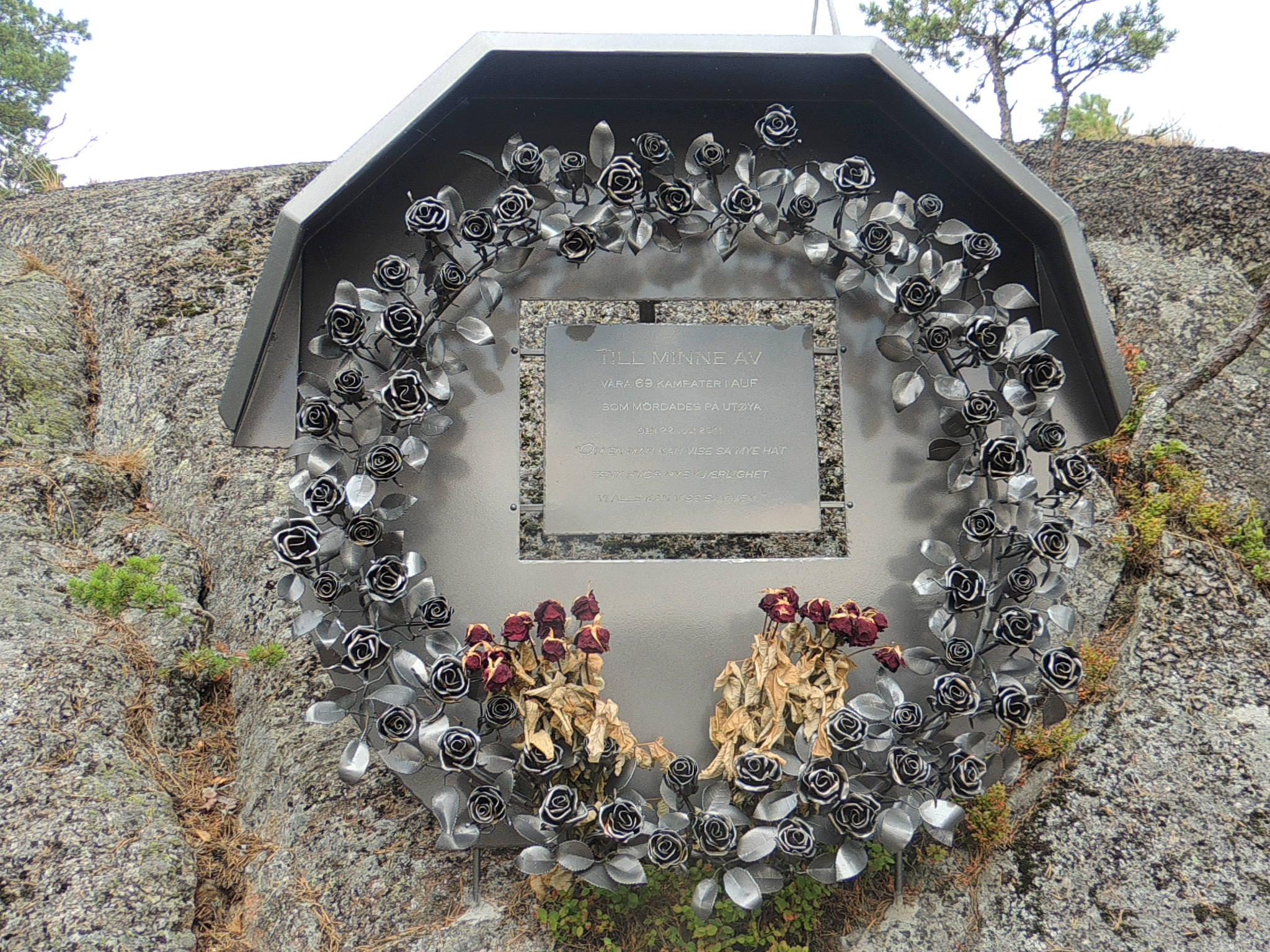
Monument på Bommersvik för de drabbade i Utøyamassakern 2011.

På konferensanläggningen Bommersvik i Södertälje kommun har Sveriges Socialdemokratiska Ungdomsförbund (SSU) byggt ett minnesmärke för de drabbade av massakern på Utøya. Minnesmärket innehåller en krans av rosor och texten "Till minne av våra 69 kamrater som mördades på Utøya den 22 juli 2011. Om en mann kan vise så mye hat, tenk hvor mye kjærlighet vi alle kan vise sammen."